# 梁公偉
梁公偉（英語：Wayne Liang，1956年—），台灣企業家，為晨星半導體的創辦人與現任董事長，也是全球半導體聯盟 (GSA) 亞太領袖議會成員之一。

## 生平
梁公偉畢業於台灣大學化學系，美國史丹佛大學碩士。在史丹佛大學畢業後，曾在矽谷工作，主要負責晶圓廠製程開發。
1990年前後回台灣，最初在華邦電子開發處工作，1997年華邦電子派他至華邦電投資的世大積體電路擔任副總經理。在世大積體電路被台積電購併之後，轉任台積電行銷部協理。不久後離職，與楊偉毅、容天行、史德立（Sterling Smith）等人一同加入崇貿科技，由梁公偉擔任總經理。2002年，他們四人一同創辦晨星半導體，他被公推為董事長。
2010年，全球半導體聯盟 (GSA) 宣布他成為新任亞太領袖議會成員之一。